# Tekstna kritika
Tekstna kritika ali besedilna kritika (tudi tekstologija, ekdotika) je pomožna filološka disciplina oz. pomožna panoga literarne vede. Ukvarja se z identifikacijo besedila, primerjavo njegovih variant, njegovo genezo in recepcijo. Sorodne vede so bibliografija, retorika in zgodovina tiska, nadredna disciplina, ki pa je redko inštitucionalno zastopana, je besedilna znanost (nem. Textwissenschaft, angl. textual scholarship), ki vključuje tudi jezikoslovno panogo besediloslovje, juristična in teološka znanja. Tekstološka analiza je nujno izhodišče pri preučevanju starejše književnosti, manj pa pride v poštev pri raziskovanju novejše književnosti. Pozor: nevarnost zamenjave z literarno kritiko. V angleščini dobimo informacije o tekstni kritiki tudi pod gesli editorial sciences ali scholarly editing. Aktualna oblika kritičnih izdaj so digitalne kritične izdaje.

### Izraztekstologija
Izraz tekstologija je leta 1928 vpeljal Boris Tomaševski v knjigi Pisatel i knjiga; prijel se je v Rusiji, na Poljskem in Češkem in se razvil v samostojno disciplino literarne vede in lingvistike, ki preučuje genezo, zgodovino in avtorstvo teksta literarnega dela v okviru zgodovinskih družbenih razmer. Njen glavni cilj je rekonstrukcija tekstnega procesa in, na praktični ravni, priprava izdaje teksta dela za tisk.

### Naloge tekstne kritike
Tekstna kritika raziskuje pristnost besedila, ugotavlja izvor, zadnjo avtorsko različico, ki ni bila spremenjena zaradi posegov drugih (cenzura, urednik). Pomanjkljivo ohranjena besedila rekonstruira: obnavlja manjkajoče, razvozlava neberljiva mesta, kratice in okrajšave, razlaga manj znane besede, tolmači kontekst, dešifrira avtorja, ugotavlja nastanek in genezo besedila s pomočjo različic, zapiskov, dnevnikov, korespondence, upošteva paleografijo. Tekstologija je potrebna na primer pri pripravi zbranih del kakega avtorja za objavo.